# Apolysis monticola
Apolysis monticola är en tvåvingeart som beskrevs av Hesse 1975. Apolysis monticola ingår i släktet Apolysis och familjen svävflugor. Inga underarter finns listade i Catalogue of Life.